# Terrabona
Terrabona é um município da Nicarágua, situado no departamento de Matagalpa. Tem 249 km² de área e sua população em 2020 foi estimada em 14.513 habitantes.